# Aérodrome d'Aranuka
L'aéroport d'Aranuka (code IATA : AAK • code OACI : NGUK) est un aéroport situé sur la petite île de Buariki, qui fait partie de l'atoll d'Aranuka, dans la république des Kiribati, située dans l'océan Pacifique.

## Situation
| Abaiang Abemama Aranuka Arorae Beru Bonriki Butaritari Canton Cassidy Kuria Maiana Makin Nonouti Tabiteuea-Nord Tabiteuea-Sud Tamana Teraina Tabuaeran Marakei Nikunau |

Il se situe à un kilomètre au nord de Buariki.

## Compagnies et destinations
- Air Kiribati (Kuria)
- Coral Sun Airways (Kuria, Tarawa)